# Praon helleni
Praon helleni är en stekelart som först beskrevs av Jaroslav Stary 1981.  Praon helleni ingår i släktet Praon och familjen bracksteklar. Inga underarter finns listade i Catalogue of Life.